# Bad Bergzabern
Bad Bergzabern is een gemeente in de Duitse deelstaat Rijnland-Palts, gelegen in de Landkreis Südliche Weinstraße. De plaats telt 8.271 inwoners.

## Geboren
- Kurt Beck (1949), politicus

## Delen van Bad Bergzabern

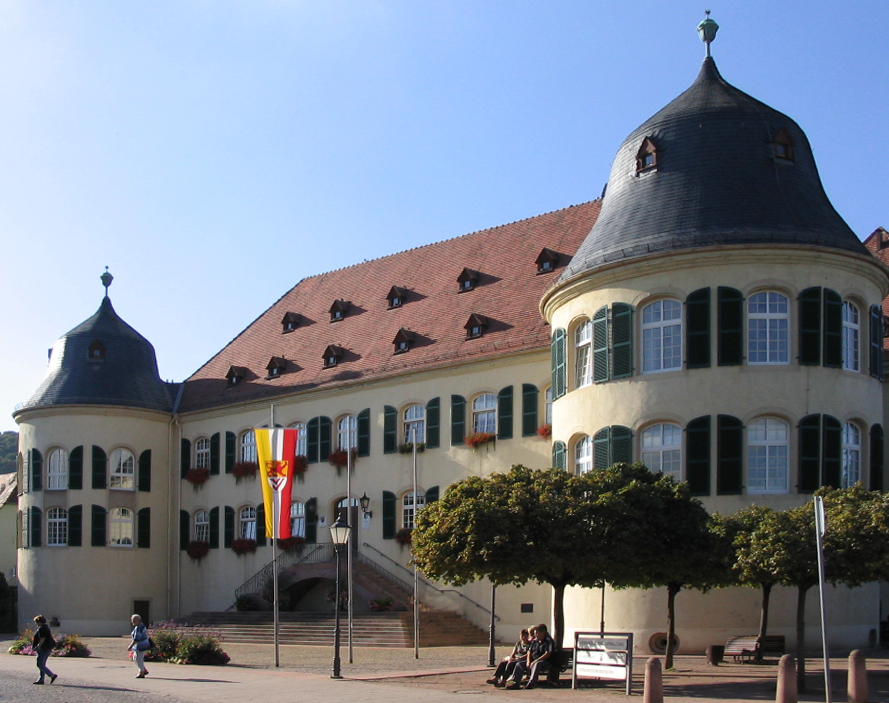
Slot in Bad Bergzabern

- Bad Bergzabern
- Blankenborn